# Boac

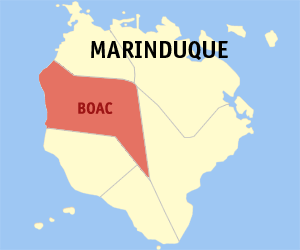
Boacs läge i provinsen Marinduque.

Boac är en kommun och ort i Filippinerna och är administrativ huvudort för provinsen Marinduque, belägen i regionen MIMAROPA. Den hade 50 823 invånare vid folkräkningen 2007. Kommunen är indelad i 61 smådistrikt, barangayer, varav endast en är klassificerad som urban.